# Schrabber

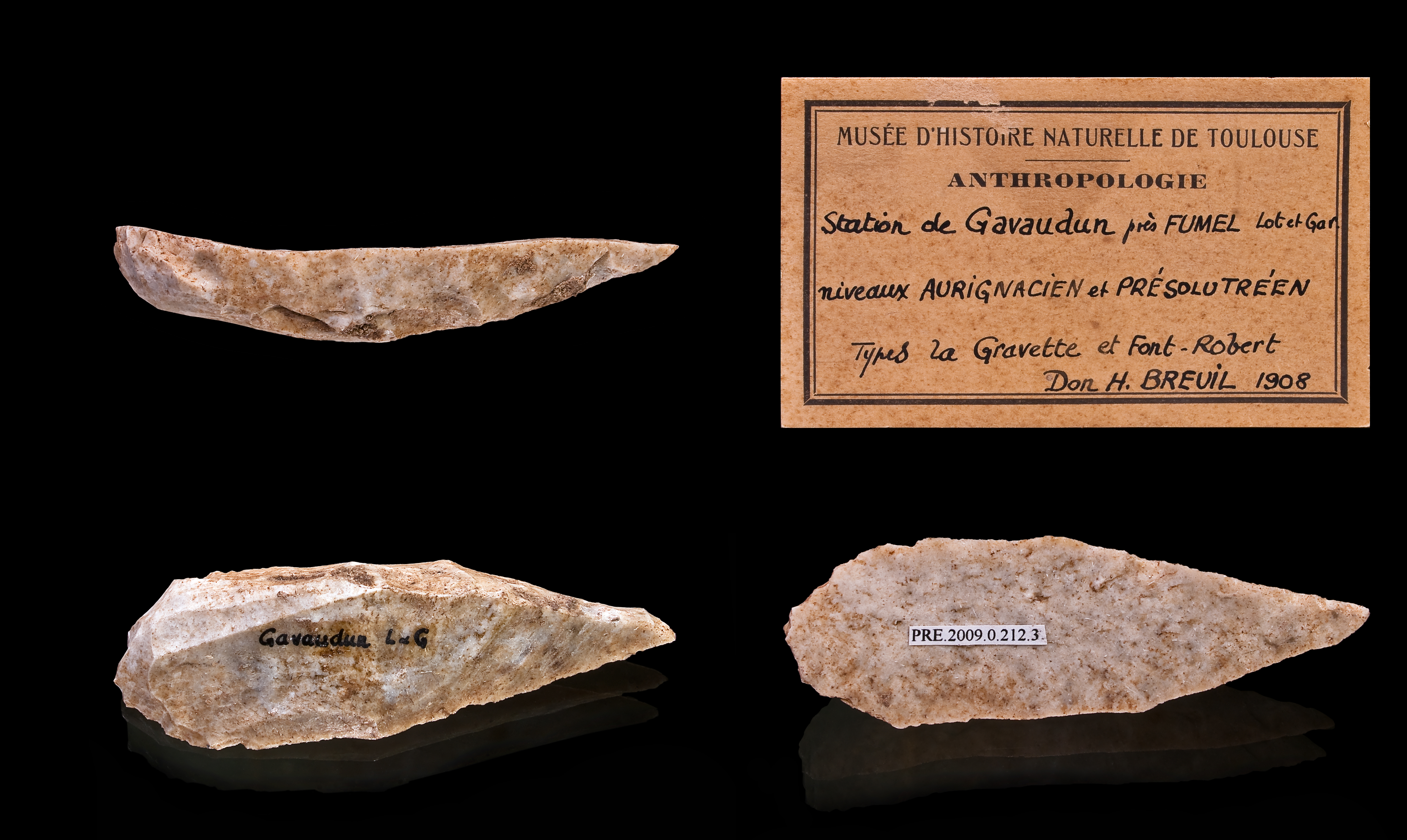
Aurignacien-schrabber, Museum van Toulouse

Schrabbers (Engels: scraper, Duits: Kratzer, Frans: grattoir) zijn in de prehistorische archeologie eenzijdige stenen werktuigen waarvan men denkt dat ze werden gebruikt voor huid- en houtbewerking.  
Schrabbers werden doorgaans gevormd door het uiteinde van een afslag af te breken om één scherpe kant te creëren en de rest van de zijkanten bot te houden om het vasthouden ervan te vergemakkelijken. 
Schrabbers behoren tot de meest gevarieerde stenen werktuigen die op archeologische vindplaatsen te vinden zijn. Vanwege het grote aanbod aan schrabbers zijn er veel typologieën waar schrabbers onder kunnen vallen, waaronder werktuiggrootte, werktuigvorm, werktuigbasis, het aantal werkranden, snijkanthoek, snijkantvorm en nog veel meer.
De meeste schrabbers zijn rond of bladachtig van vorm. De werkranden van schrabbers hebben de neiging convex te zijn, en velen hebben bijgewerkte en afgestompte zijranden om het hanteren te vergemakkelijken.
Veel lithische analisten menen dat de enige echte schrabbers kunnen worden gedefinieerd op basis van gebruiksslijtage. Meestal zijn dit de schrabbers die aan de distale uiteinden van klingen zijn bewerkt, dat wil zeggen eindschrabbers. Andere schrabbers zijn de zogenaamde  zijschrabbers die aan de lange zijde van een afslag zijn gemaakt.

## Wijze van gebruik
De extreem schuine rand van de schrabber is de werkrand. Deze rand werd naar men denkt gebruikt om huiden zachter te maken of om vlees van de huiden te verwijderen, alsook voor houtbewerking. Zoals de term schrabber suggereert, werd dit werktuig over de huid of het hout geschraapt om het einddoel te bereiken. Er werden ook schrabbers gemaakt om dieren te villen.
Schrabbers waren meestal groot genoeg om comfortabel in de hand te passen en worden gebruikt zonder op hout of been te zijn gemonteerd. Het is echter waarschijnlijk dat veel schrabbers op korte handvatten waren gemonteerd, ook al werden dergelijke gemonteerde schrabbers zeer zelden gevonden.
Als schrabbers werden gebruikt, moesten ze herhaald worden gescherpt om effectief te blijven. Dit zorgt ervoor dat ze steeds kleiner werden naarmate ze herhaaldelijk gebruikt, gescherpt, en opnieuw gebruikt en gescherpt werden. Bijgevolg zijn de meeste schrabbers die op sites werden aangetroffen meermalen gescherpt en gebruikt tot het punt dat ze niet langer functioneel waren.

## Categorieën
De twee belangrijkste classificaties van schrabbers zijn eindschrabbers en zijschrabbers. Eindschrabbers hebben werkranden aan één of beide uiteinden van een kling of afslag, terwijl zijschrabbers een werkrand langs een van de lange zijden hebben.  
Er kunnen daarnaast meerdere soorten schrabbers op basis van hun specifieke gebruik als het gaat om hout en huiden of op basis van de vorm en het ontwerp van de schrabber zelf onderscheiden worden.   

## Typologieën

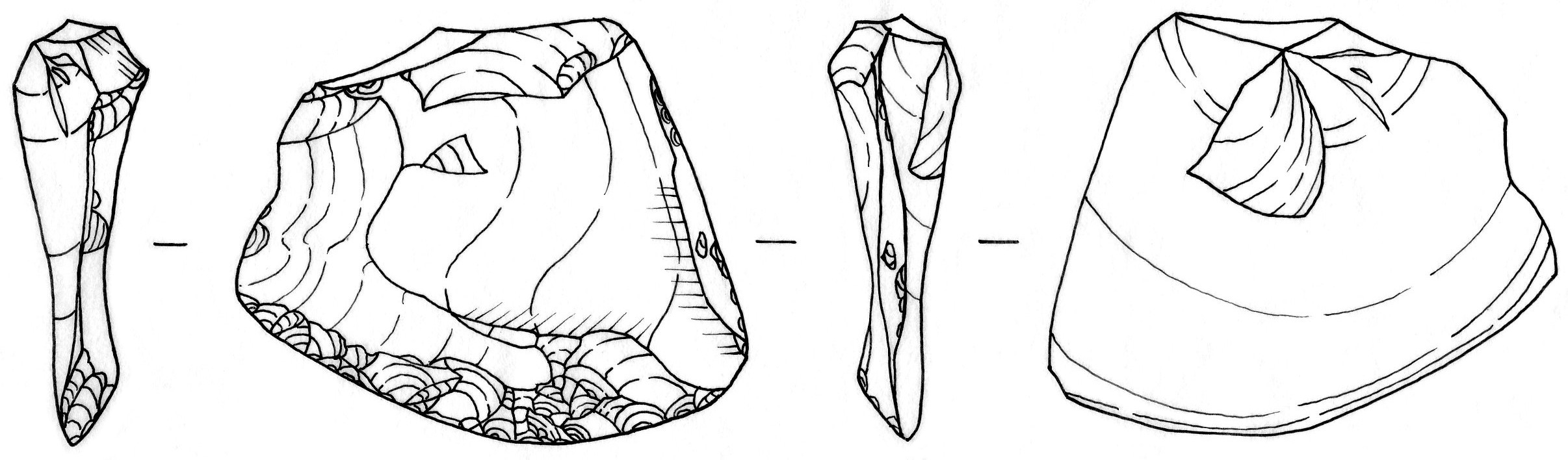
Convexe dwarsschrabber

- Werktuiggrootte: Deze kan worden bepaald aan de hand van het gewicht of de afmetingen en wordt doorgaans verdeeld in grote of kleine schrabbers.
- Werktuigvorm: Er zijn veel verschillende vormen die schrabbers kunnen hebben, waaronder rechthoekig, driehoekig, onregelmatig, schijfvormig, koepelvormig of kielvormig. In veel gevallen kan het moeilijk zijn om de classificatie voor de vorm van de schrabber te bepalen.
- Vormgeving versus gebruiksschade: schrabbers worden vaak verdeeld tussen schrabbers die doelbewust zijn gevormd voor een specifiek gebruik en schrabbers die zijn gevormd door hun gebruik.
- Werktuigbasis: schrabbers worden geclassificeerd op basis van het feit of ze afkomstig zijn van een kling of een afslag.
- Aantal werkranden: Sommige schrabbers hebben slechts één werkrand, terwijl andere schrabbers twee werkranden hebben. Het is uiterst ongebruikelijk dat een schrabber drie werkranden heeft.
- Hoek werkrand: Sommige schrabbers hebben verticale werkranden, terwijl andere schrabbers scherpe werkranden hebben.
- Randvorm: Er is onderscheid tussen concave, rechte en convexe werkranden op schrabbers.
- Locatie van de werkranden: Een van de belangrijkste verschillen bij schrabbers hangt ervan af of de werkrand zich aan het uiteinde of aan de zijkant van de schrabber bevindt.